# Vision Racing

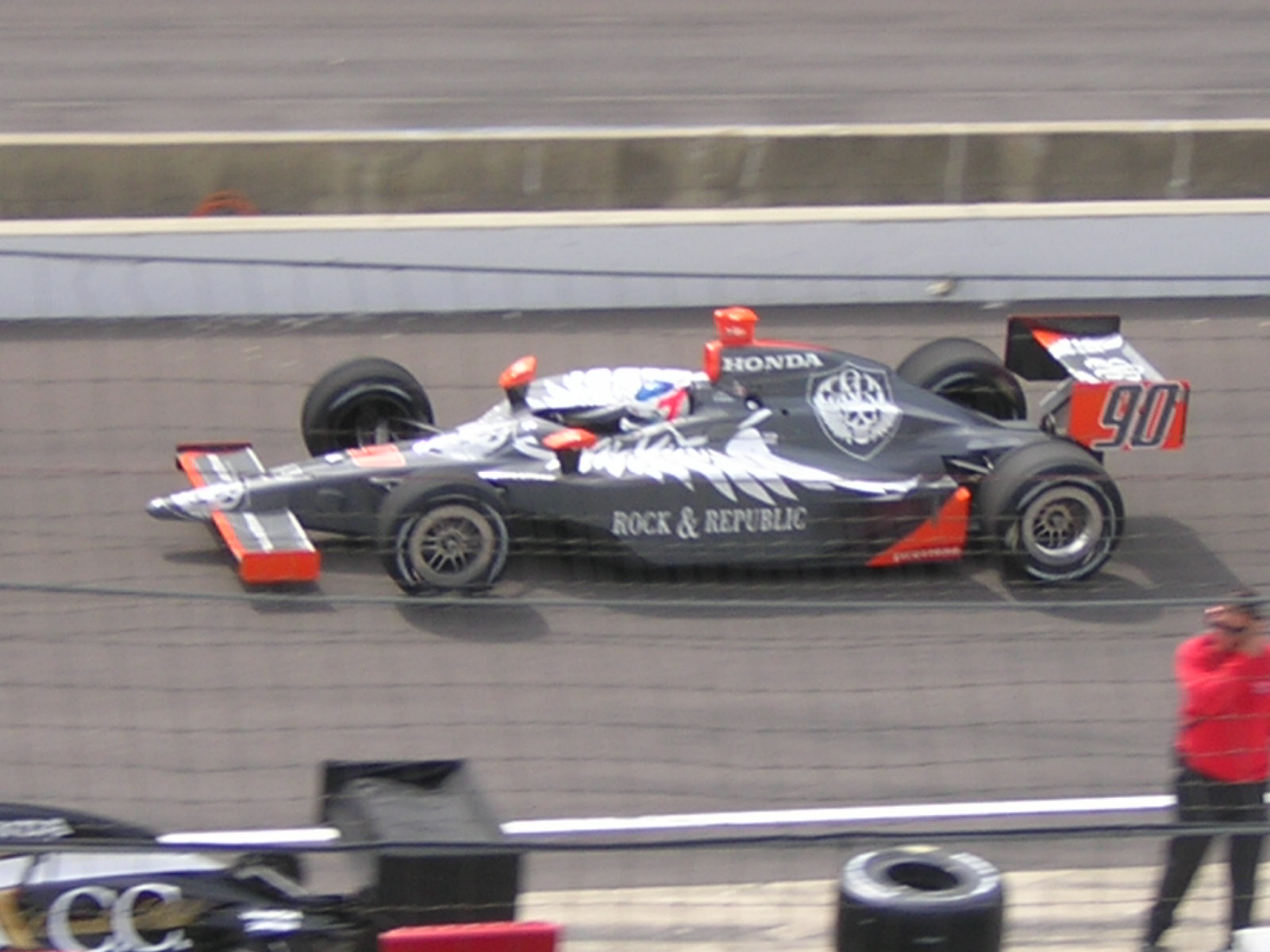
Townsend Bell durante a 90ª edição das 500 Milhas de Indianápolis

A Vision Racing é uma equipe de corrida automobilísticas que compete pela Indy Racing League.

## Pilotos
- John Andretti (2008) (Grand-Am Sports Car Series)
- Townsend Bell (2006) (IndyCar Series)
- Nick Bussell (2005) (Indy Pro Series)
- Ed Carpenter (2005 - present) (IndyCar Series, Indy Pro Series, e Grand-Am Sports Car Series)
- Jay Drake (2005) (Indy Pro Series)
- A. J. Foyt IV (2007 - presente) (IndyCar Series e Grand-Am Sports Car Series)
- Tony George (2007-2008) (Grand-Am Sports Car Series)
- Phil Giebler (2005) (Indy Pro Series)
- Stephan Gregoire (2007) (GrandAm Sports Car Series)
- Davey Hamilton (2007) (IndyCar Series)
- Vitor Meira (2008) (Grand-Am Sports Car Series)
- Roberto Moreno (2006) (IndyCar Series)
- Tomas Scheckter (2006 - 2007) (IndyCar Series & Grand-Am Sports Car Series)
- Jeff Ward (2005) (IndyCar Series)

## Ligações Externas
- (em inglês) Site oficial